# ブライアン・エンゲルハルト
ブライアン・エンゲルハルト（Bryan Engelhardt , 1982年1月10日 - ）は、オランダ領アンティルのキュラソー島出身のプロ野球選手（外野手）。左投げ左打ち。現在は、オランダのプロ野球リーグであるホーフトクラッセのコレンドン・キンヘイムに所属している。

## 経歴
2008年の北京オリンピックの野球競技でオランダ代表に選出された。
2009年開幕前の3月には、第2回WBCのオランダ代表に選出された。
2011年9月20日に、第39回IBAFワールドカップのオランダ代表に選出された事が発表された。この大会では、欧州勢としては、1938年大会のイギリス代表以来73年ぶりの優勝を果たした。この栄誉を称えて代表24人全員に「サー」の爵位が贈られ、エンゲルハルトにも贈られた。
オランダ国内リーグでは、本塁打王を獲得している。

## 詳細情報

### 代表歴
- 2011 IBAFワールドカップ オランダ代表
- 2009 ワールド・ベースボール・クラシック・オランダ代表